# Circolo Nautico Posillipo 2011-2012
Questa voce raccoglie le informazioni riguardanti il Circolo Nautico Posillipo nelle competizioni ufficiali della stagione 2011-2012.

## Rosa
| N° |                       | Ruolo | Giocatore             |
| -- | --------------------- | ----- | --------------------- |
|    | Italia (bandiera)     | P     | Tommaso Negri         |
|    | Italia (bandiera)     |       | Amaurys Pérez         |
|    | Montenegro (bandiera) |       | Vjekoslav Pasković    |
|    | Italia (bandiera)     |       | Fabrizio Buonocore    |
|    | Spagna (bandiera)     |       | Marc Minguell Alférez |
|    | Italia (bandiera)     |       | Giuliano Mattiello    |
|    | Italia (bandiera)     |       | Zeno Bertoli          |
|    | Italia (bandiera)     |       | Andrea Maria Scalzone |

| N° |                   | Ruolo | Giocatore               |
| -- | ----------------- | ----- | ----------------------- |
|    | Italia (bandiera) |       | Valentino Gallo         |
|    | Italia (bandiera) |       | Vincenzo Renzuto Iodice |
|    | Italia (bandiera) |       | Alessandro Calcaterra   |
|    | Italia (bandiera) |       | Fabio Baraldi           |
|    | Italia (bandiera) |       | Paride Saccoia          |
|    | Italia (bandiera) |       | Bruno Antonino          |